# Westfaals
Westfaals is een van de belangrijkste dialectgroepen van het Nedersaksisch. Zijn treffendste eigenschap is diftongisatie (het veranderen van klinkers in tweeklanken); zie ook Breking (taal). Het Westfaals wordt in Westfalen gesproken, een gebied in de deelstaat Noordrijn-Westfalen. Daarbij wordt het ook in het zuidelijke gebied van Nedersaksen gesproken, dat vroeger tot het bisdom Münster behoorde. Vanuit taalkundig en historisch oogpunt worden de Noord-Oost-Nederlandse dialecten   Midden- en Zuid-Drents, Twents, Achterhoeks en Sallands ook tot het Westfaals gerekend, hoewel deze zich door jarenlange invloed meer in de richting van het Hollands hebben ontwikkeld, terwijl de dialecten in Duitsland veel van het Hoogduits hebben overgenomen, of door ontmoediging en vergrijzing onder de sprekers nauwelijks nog gesproken worden. 

## Varianten van het Westfaals

### Nederland
- Drents
- Sallands
- Achterhoeks
- Twents
- Veluws
- Stellingwerfs
- Westerwolds
- Urkers

### Duitsland
- West-Münsterlands
- Münsterlands
- Zuidwestfaals
- Oostwestfaals
- Bentumers